# Losdolobus opytapora
Losdolobus opytapora är en spindelart som beskrevs av Brescovit, Bertoncello och Ott 2004. Losdolobus opytapora ingår i släktet Losdolobus och familjen Orsolobidae. Inga underarter finns listade i Catalogue of Life.